# Europsko prvenstvo u rukometu za žene – Mađarska 2004.
Europsko prvenstvo u rukometu za žene 2004. se održalo od 9. do 19. prosinca 2004. u Mađarskoj.

## Konačni poredak
1. Norveška
2. Danska
3. Mađarska
4. Rusija
5. Njemačka
6. Ukrajina
7. Rumunjska
8. Španjolska